# Никто не выжил
«Никто не выжил» (англ. No One Lives) — американский хоррор-триллер режиссёра Рюхэя Китамуры. Мировая премьера прошла 8 сентября 2012 года на кинофестивале в Торонто. В США картина вышла в ограниченный прокат 16 мая 2013. В России премьера состоялась 18 апреля 2013.

## Сюжет
Во время путешествия по пересечённой местности пара Бетти (Лора Рэмси) и неизвестный мужчина, называемый «Водителем» (Люк Эванс), сталкиваются с бандой грабителей во главе с профессиональным преступником Хоагом (Ли Тергесен), его братом Итаном (Бродус Клей), подругой Тамарой (Америка Оливо), бойфрендом дочери лидера Денни (Бо Кнапп) и психопатом Флинном (Дерек Мадьяр). Подозревая, что пара богата, и испытывая желание искупить свою вину за ограбление, которое он провалил, Флинн похищает их, Итан же допрашивает о доступе к их деньгам на бензоколонке. Однако Бетти совершает самоубийство, перерезая себе горло ножом, который Итан приставил к её шее, что приводит к тому, что водитель вырывается из наручников и убивает Итана.
Тем временем Флинн, подогнав машину Водителя к укрытию группы, находит в багажнике автомобиля девушку. Эмбер (Линдси Шоу), дочь Хоага, понимает, что девушка — Эмма Уорд (Аделаида Клеменс), богатая наследница, исчезнувшая после того, как 14 её друзей были убиты на вечеринке, и похищенный мужчина — тот, кто несёт ответственность за резню. Эмбер пытается быть доброй к Эмме, но та сердито плюёт ей в лицо. Следуя приказу Хоага, Денни и Тамара направляются на заправку, чтобы связаться с Итаном, но обнаруживают только тело Бетти и тело его самого, а Водитель исчез. Они приносят труп Итана обратно в своё убежище и случайно приводят Водителя, который прятался в теле Итана, вместе с ними.
Водитель начинает своё нападение на грабителей, сначала разрушая их фургон и захватывая Хоага, которого он позже убивает, бросая его в мясорубку. После того, как группа спорит о том, что делать дальше, Денни добровольно чуть поковырявшись в двигателе их старого джипа чинит его, чтобы они могли сбежать. Хотя ему это удаётся, Водитель толкает его в открытый двигатель автомобиля, сильно искажая лицо жертвы. Затем Водитель преследует и ранит Эмбер, но оставляет её в живых, когда понимает, что выжившие члены банды уходят. Тем не менее, Флинн случайно сбивает Эмбер джипом, когда она раненая выполза на дорогу. Эмма комментирует, что Флинн убил единственного из них с душой.
Высадив Дэнни в больнице, Флинн, Тамара и Эмма направляются в мотель, чтобы остаться там на ночь. Когда Флинн использует кредитную карту Водителя для оплаты номера, он невольно заставляет Харриса, владельца мотеля (Гэри Граббс), позвонить в полицию, поскольку Водитель ранее зарегистрировался в том же мотеле в тот же день. Сам Водитель также прибывает в мотель и почти душит Тамару в ванной, но останавливается, когда слышит, как Флинн стреляет в Шерифа, отвечая на вызов Харриса. Флинн и Эмма находят Тамару распятой за занавеской душа, кажущейся мертвой; Флинн случайно стреляет в Тамару, когда она внезапно двигается, что приводит к попытке Эммы убежать. Хотя Флинну удаётся остановить её, его тут же сбивает Водитель на полицейской машине. Эмма пытается застрелить Водителя из пистолета, который она получила от Тамары, но у неё заканчиваются патроны и она убегает на ближайшую свалку.
Когда Водитель сталкивается с Эммой, она заявляет, что больше не бежит, и бьет его металлической трубой, пока не появляется Флинн с дробовиком. Водитель замечает опасность и бросает Эмму в сторону, после чего Флинн стреляет Водителю в грудь. Водитель выживает благодаря своему кевларовому жилету, и они вдвоем вступают в жестокую драку. В конце концов Флинну удается выхватить свое оружие, но Эмма вырубает его прежде, чем он успевает выстрелить. Водитель выражает свое изумление по поводу этого поворота, но Эмма объясняет это тем, что она хочет быть той, кто в конце концов убьёт его и сумеет прицелиться в него из дробовика. Затем Водитель убеждает её сделать выстрел. Однако из-за того, что дробовик не был заряжен, огнестрельное оружие не сработало. Впечатленный Водитель вырезает устройство слежения, которое он поместил ей в живот, и объявляет, что она свободна. Затем он добивает Флинна выстрелом из дробовика в лицо, а также стреляет в Харриса за то, что тот знает его настоящее имя.
На следующий день Водитель убивает Денни на больничной койке с помощью блокнота, переодевшись врачом, и говорит: «Никто не выжил», последняя строка диалога в фильме. Уходя, он замечает, что Эмму везут в больницу на носилках. Прежде чем уйти, он касается её руки.

## В ролях
- Люк Эванс — Водитель
- Аделаида Клеменс — Эмма
- Ли Тергесен — Хоаг
- Дерек Магияр — Флинн
- Америка Оливо — Тамара
- Бо Напп — Денни
- Линдси Шоу — Эмбер
- Бродус Клэй — Итан
- Лаура Рэмси — Бетти
- Гэри Граббс — Харрис

## Критика
Фильм получил негативные отзывы кинокритиков. На агрегаторе рецензий Rotten Tomatoes рейтинг составляет 48 %, что основано на 40 рецензиях критиков, со средней оценкой 4,7 из 10, (29 % от авторитетных критиков, что основано на 14 рецензиях, со средней оценкой 4,1 из 10). На Metacritic фильм оценён на 26 баллов из 100 на основе 14 рецензий.